# Jonas Emery
Jonas Emery (ur. w 1980) – szwajcarski snowboardzista. Nie startował na igrzyskach olimpijskich ani na mistrzostwach świata. Najlepsze wyniki w Pucharze Świata osiągnął w sezonach 2000/2001 i 2001/2002, kiedy to zajmował 38. miejsce w klasyfikacji halfpipe’a.
W 2002 r. zakończył karierę.

## Sukcesy

### Puchar Świata

#### Miejsca w klasyfikacji generalnej
- 2000/2001 - 104.
- 2001/2002 - -

#### Miejsca na podium
1. Valle Nevado – 7 września 2001 (Halfpipe) - 3. miejsce